# Zmajevac (Chorwacja)
Zmajevac – wieś w Chorwacji, w żupanii osijecko-barańskiej, w gminie Kneževi Vinogradi. W 2011 roku liczyła 853 mieszkańców.